# Coupe des États-Unis de soccer 2012
Navigation
Lamar Hunt U.S. Open Cup 2011 Lamar Hunt U.S. Open Cup 2013
La Coupe des États-Unis de soccer 2012 est la 99e édition de la Lamar Hunt U.S. Open Cup, la plus ancienne des compétitions dans le soccer américain. C'est un système à élimination directe mettant aux prises des clubs de soccer amateurs, semi-pros et professionnels affiliés à la Fédération des États-Unis de soccer, qui l'organise conjointement avec les ligues locales.
La finale se tient le 8 août 2012, après six autres tours à élimination directe dans la phase finale mettant aux prises des clubs amateurs et professionnels. Les qualifications débutent en octobre 2011 pour les équipes des divisions cinq ou inférieures.
Les tenants du titre sont les Seattle Sounders, franchise triple championne en titre avec des succès en 2009, 2010 et 2011 et vainqueur en finale du Chicago Fire. C'est la première fois depuis 1970 qu'une équipe entre dans une coupe nationale où elle est triple championne en titre. Le vainqueur, le Sporting Kansas City remporte 100 000 $ ainsi qu'une place pour la Ligue des champions de la CONCACAF 2013-2014.

## Déroulement de la compétition

### Primes monétaires
| Classement                                                 | Primes    |
| ---------------------------------------------------------- | --------- |
| Champion                                                   | 100,000 $ |
| Finaliste                                                  | 50,000 $  |
| Meilleur de championnat inférieur à la Major League Soccer | 10 000 $  |

## Calendrier
De par la taille du pays, les phases de qualification sont dirigées par des ligues nationales qui divisent elles-mêmes leurs phases de qualification selon la répartition géographique des clubs membres. Ainsi, selon les conférences, les qualifications peuvent être composées d'un à trois tours.

### Dates des matchs
| Tour                                       | Nom                 | Dates retenues      | Équipes participantes | Équipes gagnantes |
| Épreuve éliminatoire (2011)                |                     |                     |                       |                   |
| 1                                          | Premier tour        | Dates locales       |                       |                   |
| 2                                          | Deuxième tour       | Dates locales       |                       |                   |
| 3                                          | Troisième tour      | Dates locales       |                       |                   |
| Compétition propre (2012)                  |                     |                     |                       |                   |
| Entrée de 32 clubs de NPSL/USASA/USCS/PDL  |                     |                     |                       |                   |
| 4                                          | Premier tour        | mar. 15 mai         | 32                    | 16                |
| Entrée des 16 clubs de NASL/USL PRO        |                     |                     |                       |                   |
| 5                                          | Deuxième tour       | mar. 22 mai         | 32                    | 16                |
| Entrée des 16 clubs de Major League Soccer |                     |                     |                       |                   |
| 6                                          | Troisième tour      | mar.-mer. 29-30 mai | 32                    | 16                |
| 7                                          | Huitièmes de finale | mar. 5 juin         | 16                    | 8                 |
| 8                                          | Quarts de finale    | mar. 26 juin        | 8                     | 4                 |
| 9                                          | Demi-finales        | mer. 11 juillet     | 4                     | 2                 |
| 10                                         | Finale              | mer. 8 août         | 2                     | 1                 |

## Participants
Cette édition est marquée par l'introduction de l'US Club Soccer (USCS) dans la compétition.
| Entre au premier tour | Entre au premier tour | Entre au deuxième tour | Entre au troisième tour |
| NPSL/USASA/USCS 6 équipes/9 équipes/1 équipe | PDL 16 équipes | NASL/USL PRO 6 équipes/10 équipes | MLS 16 équipes |
| National Premier Soccer League - Brooklyn Italians - Fullerton Rangers - Georgia Revolution - Jacksonville United† - Milwaukee Bavarians - FC Sonic Lehigh Valley United States Adult Soccer Association - Aegean Hawks - ASC New Stars - Cal FC - Croatian Eagles - Greek American AA - Jersey Shore Boca - KC Athletics - NTX Rayados - PSA Elite United States Club Soccer - Stanislaus United Turlock Express* | PDL - Carolina Dynamo - Chicago Fire Premier - Des Moines Menace - El Paso Patriots - Fresno Fuego‡ - Kitsap Pumas† - Laredo Heat - Long Island Rough Riders - Michigan Bucks - Mississippi Brilla - Orlando City U-23 - Portland Phoenix - Portland Timbers U23's - Reading United - Real Colorado Foxes - Ventura County Fusion | NASL - Atlanta Silverbacks - Carolina RailHawks$‡ - Fort Lauderdale Strikers - Minnesota United FC† - Scorpions de San Antonio - Tampa Bay Rowdies USL PRO - Charleston Battery - Charlotte Eagles - Dayton Dutch Lions - Harrisburg City Islanders - Los Angeles Blues - Orlando City SC$†‡ - Pittsburgh Riverhounds - Richmond Kickers - Rochester Rhinos - Wilmington Hammerheads | - Chicago Fire - Chivas USA - Colorado Rapids - Columbus Crew - FC Dallas - D.C. United - Houston Dynamo - Los Angeles Galaxy†‡ - New England Revolution - New York Red Bulls - Philadelphia Union - Portland Timbers - Real Salt Lake - Earthquakes de San José - Seattle Sounders FC - Sporting Kansas City |

Légende :

 † Champions de la saison régulière en ligue en 2011

 ‡ Vainqueurs des séries éliminatoires en ligue en 2011

- $: Vainqueur du bonus de $10,000 pour être l'équipe du championnat ayant été le plus loin dans la compétition[9]

Major League Soccer (MLS) : Championnat de première division.

North American Soccer League (NASL) : Championnat de seconde division organisé par la Fédération des États-Unis de soccer (USSF).

USL Pro : Championnat de troisième division organisé par la United Soccer Leagues (USL).

Premier Development League (PDL) : Championnat de quatrième division organisé par la United Soccer Leagues (USL).

National Premier Soccer League (NPSL) : Championnat de quatrième division organisé par la Fédération des États-Unis de soccer (USSF).

United States Adult Soccer Association (USASA) : Organisateur des championnats de divisions cinq à neuf.

US Club Soccer (USCS) : Organisation de soccer présente dans les 50 États du pays.

United States Specialty Sports Association (USSSA) : Organisation multisports présente dans l'ensemble du pays.
- Stanislaus United Turlock Express défait les Bay Area Ambassadors de NPSL le 28 avril pour se qualifier pour le premier tour[10]

## Résultats
Les vainqueurs de l'édition précédente, les Seattle Sounders FC (MLS) entre dans la compétition en seizièmes de finale.

### Premier tour
| Division | Club                              | Score     | Club                     | Division |
| -------- | --------------------------------- | --------- | ------------------------ | -------- |
| (PDL)    | Michigan Bucks                    | 6-0       | Jersey Shore Boca        | (USASA)  |
| (NPSL)   | FC Sonic Lehigh Valley            | 0-2       | Long Island Rough Riders | (PDL)    |
| (PDL)    | Kitsap Pumas                      | 1-3       | Cal FC                   | (USASA)  |
| (PDL)    | Portland Timbers U23              | 1-3       | PSA Elite                | (USASA)  |
| (USCS)   | Stanislaus United Turlock Express | 0-2       | Fresno Fuego             | (PDL)    |
| (PDL)    | Real Colorado Foxes               | 1-3       | KC Athletics             | (USASA)  |
| (PDL)    | Reading United                    | 2-1       | Greek American AA        | (USASA)  |
| (PDL)    | GPS Portland Phoenix              | 2-3       | Brooklyn Italians        | (NPSL)   |
| (PDL)    | Orlando City U23                  | 1-2       | Jacksonville United      | (NPSL)   |
| (USASA)  | Aegean Hawks                      | 3-1       | Carolina Dynamo          | (PDL)    |
| (NPSL)   | Georgia Revolution                | 1-0 a. p. | Mississippi Brilla       | (PDL)    |
| (PDL)    | Laredo Heat                       | 4-2       | ASC New Stars            | (USASA)  |
| (PDL)    | Chicago Fire Premier              | 1-0       | Croatian Eagles          | (USASA)  |
| (NPSL)   | Milwaukee Bavarians               | 1-3 a. p. | Des Moines Menace        | (PDL)    |
| (PDL)    | El Paso Patriots                  | 3-1       | NTX Rayados              | (USASA)  |
| (NPSL)   | Fullerton Rangers                 | 2-6 a. p. | Ventura County Fusion    | (PDL)    |

### Deuxième tour
| Division  | Club                      | Score     | Club                     | Division  |
| --------- | ------------------------- | --------- | ------------------------ | --------- |
| (USL Pro) | Pittsburgh Riverhounds    | 0-1       | Michigan Bucks           | (PDL)     |
| (USL Pro) | Harrisburg City Islanders | 2-0       | Long Island Rough Riders | (PDL)     |
| (USL Pro) | Wilmington Hammerheads    | 0-4       | Cal FC                   | (USASA)   |
| (NASL)    | Carolina Railhawks        | 6-0       | PSA Elite                | (USASA)   |
| (NASL)    | Fort Lauderdale Strikers  | 7-2       | Fresno Fuego             | (PDL)     |
| (USL Pro) | Orlando City SC           | 7-0       | KC Athletics             | (USASA)   |
| (USL Pro) | Charleston Battery        | 2-1       | Reading United           | (PDL)     |
| (USL Pro) | Rochester Rhinos          | 3-0       | Brooklyn Italians        | (NPSL)    |
| (NPSL)    | Jacksonville United       | 0-3       | Tampa Bay Rowdies        | (NASL)    |
| (USASA)   | Aegean Hawks              | 0-4       | Richmond Kickers         | (USL Pro) |
| (NPSL)    | Georgia Revolution        | 0-1       | Atlanta Silverbacks      | (NASL)    |
| (NASL)    | San Antonio Scorpions     | 2-0       | Laredo Heat              | (PDL)     |
| (PDL)     | Chicago Fire Premier      | 1-2       | Dayton Dutch Lions       | (USL Pro) |
| (PDL)     | Des Moines Menaces        | 0-2       | Minnesota Stars          | (NASL)    |
| (PDL)     | El Paso Patriots          | 0-1       | Charlotte Eagles         | (USL Pro) |
| (USL Pro) | Los Angeles Blues         | 1-3 a. p. | Ventura County Fusion    | (PDL)     |

### Troisième tour
| Division  | Club                      | Score              | Club                     | Division  |
| --------- | ------------------------- | ------------------ | ------------------------ | --------- |
| (PDL)     | Michigan Bucks            | 3-2 a. p.          | Chicago Fire             | (MLS)     |
| (USL Pro) | Harrisburg City Islanders | 3-3 (4-3 t. a. b.) | New England Revolution   | (MLS)     |
| (MLS)     | Portland Timbers          | 0-1 a. p.          | Cal FC                   | (USASA)   |
| (NASL)    | Carolina Railhawks        | 2-1                | Los Angeles Galaxy       | (MLS)     |
| (MLS)     | Earthquakes de San José   | 2-1                | Fort Lauderdale Strikers | (NASL)    |
| (MLS)     | Sporting Kansas City      | 3-2                | Orlando City SC          | (USL Pro) |
| (USL Pro) | Charleston Battery        | 0-3                | New York Red Bulls       | (MLS)     |
| (MLS)     | Philadelphia Union        | 3-0                | Rochester Rhinos         | (USL Pro) |
| (NASL)    | Tampa Bay Rowdies         | 1-3                | Colorado Rapids          | (MLS)     |
| (USL Pro) | Richmond Kickers          | 1-2 a. p.          | DC United                | (MLS)     |
| (MLS)     | Seattle Sounders          | 5-1                | Atlanta Silverbacks      | (NASL)    |
| (NASL)    | Scorpions de San Antonio  | 1-0                | Houston Dynamo           | (MLS)     |
| (MLS)     | Columbus Crew             | 1-2                | Dayton Dutch Lions       | (USL Pro) |
| (MLS)     | Real Salt Lake            | 1-3                | Minnesota Stars          | (NASL)    |
| (MLS)     | FC Dallas                 | 0-2                | Charlotte Eagles         | (USL Pro) |
| (PDL)     | Ventura County Fusion     | 1-3                | Chivas USA               | (MLS)     |

### Quatrième tour
| Division  | Club                      | Score     | Club               | Division  |
| --------- | ------------------------- | --------- | ------------------ | --------- |
| (MLS)     | DC United                 | 1-2 a. p. | Philadelphia Union | (MLS)     |
| (USL Pro) | Harrisburg City Islanders | 3-1 a. p. | New York Red Bulls | (MLS)     |
| (MLS)     | Sporting Kansas City      | 2-0       | Colorado Rapids    | (MLS)     |
| (PDL)     | Michigan Bucks            | 1-2       | Dayton Dutch Lions | (USL Pro) |
| (MLS)     | Earthquakes de San José   | 1-0       | Minnesota Stars FC | (NASL)    |
| (MLS)     | Seattle Sounders          | 5-0       | Cal FC             | (USASA)   |
| (NASL)    | Carolina Railhawks        | 1-2       | Chivas USA         | (MLS)     |
| (NASL)    | Scorpions de San Antonio  | 1-2 a. p. | Charlotte Eagles   | (USL Pro) |

### Quarts de finale
Les rencontres ont lieu le 26 juin 2012.
| 26 juin 2012 | Harrisburg City Islanders                  | 2 – 5   | Philadelphia Union                                              |                                                                                   |                                                                                   |
| 19:30 UTC-5  | Ombiji 51e · Langley 54e                   |         | 5e (pen.) Adu · 9e McInerney · 29e 68e (pen.) Pajoy · 81e Gómez | PPL Park, Chester, Pennsylvanie Spectateurs : 4 313 Arbitrage : Daniel Fitzgerald | PPL Park, Chester, Pennsylvanie Spectateurs : 4 313 Arbitrage : Daniel Fitzgerald |
| 19:30 UTC-5  | Marshall 60e · Langley 74e · Pelletier 78e | Rapport | 90+2e McInerney                                                 | PPL Park, Chester, Pennsylvanie Spectateurs : 4 313 Arbitrage : Daniel Fitzgerald | PPL Park, Chester, Pennsylvanie Spectateurs : 4 313 Arbitrage : Daniel Fitzgerald |

| 26 juin 2012 | Dayton Dutch Lions | 0 – 3 | Sporting Kansas City     |                                                                                              |                                                                                              |
| 19:30 UTC-6  |                    |       | 4e 59e Sapong · 56e Zusi | Livestrong Sporting Park, Kansas City, Kansas Spectateurs : 15 167 Arbitrage : Fotis Bazakos | Livestrong Sporting Park, Kansas City, Kansas Spectateurs : 15 167 Arbitrage : Fotis Bazakos |
| 19:30 UTC-6  | Rapport            |       |                          | Livestrong Sporting Park, Kansas City, Kansas Spectateurs : 15 167 Arbitrage : Fotis Bazakos | Livestrong Sporting Park, Kansas City, Kansas Spectateurs : 15 167 Arbitrage : Fotis Bazakos |

| 26 juin 2012 | Charlotte Eagles | 1 − 2 | Chivas USA       |                                                                                  |                                                                                  |
| 19:30 UTC-8  | Salles 89e       |       | 65e 90+4e Correa | Titan Stadium, Fullerton, Californie Spectateurs : 1 500 Arbitrage : Chris Penso | Titan Stadium, Fullerton, Californie Spectateurs : 1 500 Arbitrage : Chris Penso |
| 19:30 UTC-8  | Rapport          |       |                  | Titan Stadium, Fullerton, Californie Spectateurs : 1 500 Arbitrage : Chris Penso | Titan Stadium, Fullerton, Californie Spectateurs : 1 500 Arbitrage : Chris Penso |

| 26 juin 2012 | Seattle Sounders FC                | 1 − 0   | Earthquakes de San José                         |                                                                                      |                                                                                      |
| 19:30 UTC-8  | Cato 19e                           |         |                                                 | Kezar Stadium, San Francisco, Californie Spectateurs : 7 219 Arbitrage : Yader Reyes | Kezar Stadium, San Francisco, Californie Spectateurs : 7 219 Arbitrage : Yader Reyes |
| 19:30 UTC-8  | Scott 51e · Rose 82e · Burch 90+4e | Rapport | 49e, 90+3e Gordon · 68e Beitashour · 75e Morrow | Kezar Stadium, San Francisco, Californie Spectateurs : 7 219 Arbitrage : Yader Reyes | Kezar Stadium, San Francisco, Californie Spectateurs : 7 219 Arbitrage : Yader Reyes |

### Demi-finales
Les rencontres ont lieu le 11 juillet 2012.
À la suite de l'élimination des trois dernières équipes d'USL Pro, il ne reste plus que des équipes de Major League Soccer en compétition.
| 11 juillet 2012 | Sporting Kansas City      | 2 – 0   | Philadelphia Union                                        |                                                                                 |                                                                                 |
| 19:30 UTC-6     | Peterson 65e · Zusi 90+   |         |                                                           | PPL Park, Chester, Pennsylvanie Spectateurs : 8 486 Arbitrage : Hilario Grajeda | PPL Park, Chester, Pennsylvanie Spectateurs : 8 486 Arbitrage : Hilario Grajeda |
| 19:30 UTC-6     | Nagamura 52e · Collin 77e | Rapport | 30e G. Farfan · 52e M. Farfan · 57e Lahoud · 62e Williams | PPL Park, Chester, Pennsylvanie Spectateurs : 8 486 Arbitrage : Hilario Grajeda | PPL Park, Chester, Pennsylvanie Spectateurs : 8 486 Arbitrage : Hilario Grajeda |

| 11 juillet 2012 | Chivas USA             | 1 – 4   | Seattle Sounders FC                              |                                                                                          |                                                                                          |
| 19:00 UTC-8     | Romero 74e             |         | 31e Johnson · 48e Alonso · 83e Evans · 88e Ochoa | Starfire Sports Complex, Tukwila, Washington Spectateurs : 4 500 Arbitrage : Chris Penso | Starfire Sports Complex, Tukwila, Washington Spectateurs : 4 500 Arbitrage : Chris Penso |
| 19:00 UTC-8     | Minda 44e · Califf 78e | Rapport | 42e Alonso                                       | Starfire Sports Complex, Tukwila, Washington Spectateurs : 4 500 Arbitrage : Chris Penso | Starfire Sports Complex, Tukwila, Washington Spectateurs : 4 500 Arbitrage : Chris Penso |

### Finale
Triple championne en titre, l'équipe des Seattle Sounders FC défend son trophée contre le Sporting Kansas City qui évolue pour la finale dans son enceinte.
| 8 août 2012 | Seattle Sounders FC                        | 1 - 1 2 - 3 t. a. b. | Sporting Kansas City                         |                                                                                                |                                                                                                |
| 19:30 UTC-6 | Scott 86e                                  |                      | 83e (pen.) Kamara                            | Livestrong Sporting Park, Kansas City, Kansas Spectateurs : 18 863 Arbitrage : Ricardo Salazar | Livestrong Sporting Park, Kansas City, Kansas Spectateurs : 18 863 Arbitrage : Ricardo Salazar |
| 19:30 UTC-6 | Rosales 57e · Ianni 73e, 119e · Scott 93e  | Rapport              |                                              | Livestrong Sporting Park, Kansas City, Kansas Spectateurs : 18 863 Arbitrage : Ricardo Salazar | Livestrong Sporting Park, Kansas City, Kansas Spectateurs : 18 863 Arbitrage : Ricardo Salazar |
| 19:30 UTC-6 | Evans · Burch · Alonso · Tiffert · Johnson | Tirs au but 2 - 3    | Kamara · Espinoza · Besler · Zusi · Nagamura | Livestrong Sporting Park, Kansas City, Kansas Spectateurs : 18 863 Arbitrage : Ricardo Salazar | Livestrong Sporting Park, Kansas City, Kansas Spectateurs : 18 863 Arbitrage : Ricardo Salazar |

### Tableau final
|  | Huitièmes de finale                                | Huitièmes de finale                                 |                         |       | Quarts de finale                | Quarts de finale                |  |  | Demi-finales                       | Demi-finales                       |  |  | Finale                                             | Finale                                             |
|  | Huitièmes de finale                                | Huitièmes de finale                                 |                         |       | Quarts de finale                | Quarts de finale                |  |  | Demi-finales                       | Demi-finales                       |  |  | Finale                                             | Finale                                             |
|  |                                                    |                                                     |                         |       |                                 |                                 |  |  |                                    |                                    |  |  |                                                    |                                                    |
|  | 5 juin 2012, Maryland SoccerPlex, Boyds            | 5 juin 2012, Maryland SoccerPlex, Boyds             |                         |       | 26 juin 2012, PPL Park, Chester | 26 juin 2012, PPL Park, Chester |  |  | 11 juillet 2012, PPL Park, Chester | 11 juillet 2012, PPL Park, Chester |  |  | 8 août 2012, Livestrong Sporting Park, Kansas City | 8 août 2012, Livestrong Sporting Park, Kansas City |
|  | 5 juin 2012, Maryland SoccerPlex, Boyds            | 5 juin 2012, Maryland SoccerPlex, Boyds             |                         |       | 26 juin 2012, PPL Park, Chester | 26 juin 2012, PPL Park, Chester |  |  | 11 juillet 2012, PPL Park, Chester | 11 juillet 2012, PPL Park, Chester |  |  | 8 août 2012, Livestrong Sporting Park, Kansas City | 8 août 2012, Livestrong Sporting Park, Kansas City |
|  | DC United ap                                       | 1                                                   |                         |       | 26 juin 2012, PPL Park, Chester | 26 juin 2012, PPL Park, Chester |  |  | 11 juillet 2012, PPL Park, Chester | 11 juillet 2012, PPL Park, Chester |  |  | 8 août 2012, Livestrong Sporting Park, Kansas City | 8 août 2012, Livestrong Sporting Park, Kansas City |
|  | DC United ap                                       | 1                                                   |                         |       | 26 juin 2012, PPL Park, Chester | 26 juin 2012, PPL Park, Chester |  |  | 11 juillet 2012, PPL Park, Chester | 11 juillet 2012, PPL Park, Chester |  |  | 8 août 2012, Livestrong Sporting Park, Kansas City | 8 août 2012, Livestrong Sporting Park, Kansas City |
|  | Philadelphia Union                                 | 2                                                   |                         |       | 26 juin 2012, PPL Park, Chester | 26 juin 2012, PPL Park, Chester |  |  | 11 juillet 2012, PPL Park, Chester | 11 juillet 2012, PPL Park, Chester |  |  | 8 août 2012, Livestrong Sporting Park, Kansas City | 8 août 2012, Livestrong Sporting Park, Kansas City |
|  | Philadelphia Union                                 | 2                                                   | Philadelphia Union      | 5     |                                 |                                 |  |  | 11 juillet 2012, PPL Park, Chester | 11 juillet 2012, PPL Park, Chester |  |  | 8 août 2012, Livestrong Sporting Park, Kansas City | 8 août 2012, Livestrong Sporting Park, Kansas City |
|  | 5 juin 2012, Skyline Sports Complex, Harrisburg    |                                                     | Philadelphia Union      | 5     |                                 |                                 |  |  | 11 juillet 2012, PPL Park, Chester | 11 juillet 2012, PPL Park, Chester |  |  | 8 août 2012, Livestrong Sporting Park, Kansas City | 8 août 2012, Livestrong Sporting Park, Kansas City |
|  |                                                    | Harrisburg City Islanders                           | 2                       |       |                                 |                                 |  |  | 11 juillet 2012, PPL Park, Chester | 11 juillet 2012, PPL Park, Chester |  |  | 8 août 2012, Livestrong Sporting Park, Kansas City | 8 août 2012, Livestrong Sporting Park, Kansas City |
|  | Harrisburg City Islanders ap                       | Harrisburg City Islanders                           | 2                       | 3     |                                 |                                 |  |  | 11 juillet 2012, PPL Park, Chester | 11 juillet 2012, PPL Park, Chester |  |  | 8 août 2012, Livestrong Sporting Park, Kansas City | 8 août 2012, Livestrong Sporting Park, Kansas City |
|  | Harrisburg City Islanders ap                       | 26 juin 2012, Livestrong Sporting Park, Kansas City |                         | 3     |                                 |                                 |  |  | 11 juillet 2012, PPL Park, Chester | 11 juillet 2012, PPL Park, Chester |  |  | 8 août 2012, Livestrong Sporting Park, Kansas City | 8 août 2012, Livestrong Sporting Park, Kansas City |
|  | New York Red Bulls                                 | 1                                                   |                         |       |                                 |                                 |  |  | 11 juillet 2012, PPL Park, Chester | 11 juillet 2012, PPL Park, Chester |  |  | 8 août 2012, Livestrong Sporting Park, Kansas City | 8 août 2012, Livestrong Sporting Park, Kansas City |
|  | New York Red Bulls                                 | 1                                                   | Philadelphia Union      | 0     |                                 |                                 |  |  |                                    |                                    |  |  | 8 août 2012, Livestrong Sporting Park, Kansas City | 8 août 2012, Livestrong Sporting Park, Kansas City |
|  | 5 juin 2012, Livestrong Sporting Park, Kansas City |                                                     | Philadelphia Union      | 0     |                                 |                                 |  |  |                                    |                                    |  |  | 8 août 2012, Livestrong Sporting Park, Kansas City | 8 août 2012, Livestrong Sporting Park, Kansas City |
|  |                                                    | Sporting Kansas City                                | 2                       |       |                                 |                                 |  |  |                                    |                                    |  |  | 8 août 2012, Livestrong Sporting Park, Kansas City | 8 août 2012, Livestrong Sporting Park, Kansas City |
|  | Sporting Kansas City                               | Sporting Kansas City                                | 2                       | 2     |                                 |                                 |  |  |                                    |                                    |  |  | 8 août 2012, Livestrong Sporting Park, Kansas City | 8 août 2012, Livestrong Sporting Park, Kansas City |
|  | Sporting Kansas City                               | 11 juillet 2012, Starfire Sports Complex, Tukwila   |                         | 2     |                                 |                                 |  |  |                                    |                                    |  |  | 8 août 2012, Livestrong Sporting Park, Kansas City | 8 août 2012, Livestrong Sporting Park, Kansas City |
|  | Colorado Rapids                                    | 0                                                   |                         |       |                                 |                                 |  |  |                                    |                                    |  |  | 8 août 2012, Livestrong Sporting Park, Kansas City | 8 août 2012, Livestrong Sporting Park, Kansas City |
|  | Colorado Rapids                                    | 0                                                   | Sporting Kansas City    | 3     |                                 |                                 |  |  |                                    |                                    |  |  | 8 août 2012, Livestrong Sporting Park, Kansas City | 8 août 2012, Livestrong Sporting Park, Kansas City |
|  | 5 juin 2012, Université d'Oakland, Rochester       |                                                     | Sporting Kansas City    | 3     |                                 |                                 |  |  |                                    |                                    |  |  | 8 août 2012, Livestrong Sporting Park, Kansas City | 8 août 2012, Livestrong Sporting Park, Kansas City |
|  |                                                    | Dayton Dutch Lions                                  | 0                       |       |                                 |                                 |  |  |                                    |                                    |  |  | 8 août 2012, Livestrong Sporting Park, Kansas City | 8 août 2012, Livestrong Sporting Park, Kansas City |
|  | Michigan Bucks                                     | Dayton Dutch Lions                                  | 0                       | 1     |                                 |                                 |  |  |                                    |                                    |  |  | 8 août 2012, Livestrong Sporting Park, Kansas City | 8 août 2012, Livestrong Sporting Park, Kansas City |
|  | Michigan Bucks                                     | 26 juin 2012, Titan Stadium, Fullerton              |                         | 1     |                                 |                                 |  |  |                                    |                                    |  |  | 8 août 2012, Livestrong Sporting Park, Kansas City | 8 août 2012, Livestrong Sporting Park, Kansas City |
|  | Dayton Dutch Lions ap                              | 2                                                   |                         |       |                                 |                                 |  |  |                                    |                                    |  |  | 8 août 2012, Livestrong Sporting Park, Kansas City | 8 août 2012, Livestrong Sporting Park, Kansas City |
|  | Dayton Dutch Lions ap                              | 2                                                   | Sporting Kansas City    | 1 (3) |                                 |                                 |  |  |                                    |                                    |  |  |                                                    |                                                    |
|  | 5 juin 2012, Université Stanford, Stanford         |                                                     | Sporting Kansas City    | 1 (3) |                                 |                                 |  |  |                                    |                                    |  |  |                                                    |                                                    |
|  |                                                    | Seattle Sounders FC                                 | 1 (2)                   |       |                                 |                                 |  |  |                                    |                                    |  |  |                                                    |                                                    |
|  | Earthquakes de San José                            | Seattle Sounders FC                                 | 1 (2)                   | 1     |                                 |                                 |  |  |                                    |                                    |  |  |                                                    |                                                    |
|  | Earthquakes de San José                            |                                                     |                         | 1     |                                 |                                 |  |  |                                    |                                    |  |  |                                                    |                                                    |
|  | Minnesota Stars FC                                 | 0                                                   |                         |       |                                 |                                 |  |  |                                    |                                    |  |  |                                                    |                                                    |
|  | Minnesota Stars FC                                 | 0                                                   | Earthquakes de San José | 0     |                                 |                                 |  |  |                                    |                                    |  |  |                                                    |                                                    |
|  | 5 juin 2012, Starfire Sports, Tukwila              |                                                     | Earthquakes de San José | 0     |                                 |                                 |  |  |                                    |                                    |  |  |                                                    |                                                    |
|  |                                                    | Seattle Sounders FC                                 | 1                       |       |                                 |                                 |  |  |                                    |                                    |  |  |                                                    |                                                    |
|  | Seattle Sounders FC                                | Seattle Sounders FC                                 | 1                       | 5     |                                 |                                 |  |  |                                    |                                    |  |  |                                                    |                                                    |
|  | Seattle Sounders FC                                | 26 juin 2012, Kezar Stadium, San Francisco          |                         | 5     |                                 |                                 |  |  |                                    |                                    |  |  |                                                    |                                                    |
|  | Cal FC                                             | 0                                                   |                         |       |                                 |                                 |  |  |                                    |                                    |  |  |                                                    |                                                    |
|  | Cal FC                                             | 0                                                   | Seattle Sounders FC     | 4     |                                 |                                 |  |  |                                    |                                    |  |  |                                                    |                                                    |
|  | 5 juin 2012, WakeMed Soccer Park, Cary             |                                                     | Seattle Sounders FC     | 4     |                                 |                                 |  |  |                                    |                                    |  |  |                                                    |                                                    |
|  |                                                    | Chivas USA                                          | 1                       |       |                                 |                                 |  |  |                                    |                                    |  |  |                                                    |                                                    |
|  | Carolina Railhawks                                 | Chivas USA                                          | 1                       | 1     |                                 |                                 |  |  |                                    |                                    |  |  |                                                    |                                                    |
|  | Carolina Railhawks                                 |                                                     |                         | 1     |                                 |                                 |  |  |                                    |                                    |  |  |                                                    |                                                    |
|  | Chivas USA                                         | 2                                                   |                         |       |                                 |                                 |  |  |                                    |                                    |  |  |                                                    |                                                    |
|  | Chivas USA                                         | 2                                                   | Chivas USA              | 2     |                                 |                                 |  |  |                                    |                                    |  |  |                                                    |                                                    |
|  | 5 juin 2012, Heroes Stadium, San Antonio           |                                                     | Chivas USA              | 2     |                                 |                                 |  |  |                                    |                                    |  |  |                                                    |                                                    |
|  |                                                    | Charlotte Eagles                                    | 1                       |       |                                 |                                 |  |  |                                    |                                    |  |  |                                                    |                                                    |
|  | Scorpions de San Antonio                           | Charlotte Eagles                                    | 1                       | 1     |                                 |                                 |  |  |                                    |                                    |  |  |                                                    |                                                    |
|  | Scorpions de San Antonio                           |                                                     |                         | 1     |                                 |                                 |  |  |                                    |                                    |  |  |                                                    |                                                    |
|  | Charlotte Eagles                                   | 2                                                   |                         |       |                                 |                                 |  |  |                                    |                                    |  |  |                                                    |                                                    |
|  | Charlotte Eagles                                   | 2                                                   |                         |       |                                 |                                 |  |  |                                    |                                    |  |  |                                                    |                                                    |

## Synthèse

### Nombre d'équipes par division et par tour
| Divisions / Manches       | Premier tour  | Deuxième tour | Troisième tour | Huitièmes de finale | Quarts de finale | Demi- finales | Finale |
| ------------------------- | ------------- | ------------- | -------------- | ------------------- | ---------------- | ------------- | ------ |
| MLS (D1) 16 équipes       | non présentes | non présentes | 16             | 8                   | 5                | 4             | 2      |
| NASL (D2) 6 équipes       | non présentes | 6             | 6              | 3                   | Aucune           | Aucune        | Aucune |
| USL Pro (D3) 10 équipes   | non présentes | 10            | 7              | 3                   | 3                | Aucune        | Aucune |
| PDL (D4) 16 équipes       | 16            | 9             | 2              | 1                   | Aucune           | Aucune        | Aucune |
| NPSL (D4) 8 équipes       | 6             | 3             | Aucune         | Aucune              | Aucune           | Aucune        | Aucune |
| USASA (D5 à D9) 8 équipes | 9             | 4             | 1              | 1                   | Aucune           | Aucune        | Aucune |
| USCS (D5 à D9) 8 équipes  | 1             | Aucune        | Aucune         | Aucune              | Aucune           | Aucune        | Aucune |
| Total                     | 32            | 32            | 32             | 16                  | 8                | 4             | 2      |

### Le parcours des équipes de Major League Soccer
- Les équipes de Major League Soccer font leur entrée dans la compétition lors des seizièmes de finale.

| Équipes de la Conférence Ouest | Édition précédente | Édition 2012                                               |
| ------------------------------ | ------------------ | ---------------------------------------------------------- |
| Chivas USA                     | Non inscrit        | Demi-finale c. Seattle Sounders FC (MLS) [4-1]             |
| Colorado Rapids                | Non inscrit        | 1/8 de finale c. Sporting Kansas City (MLS) [2-0]          |
| FC Dallas                      | 1/2 de finale      | 1/16 de finale c. Charlotte Eagles (USL Pro) [0-2]         |
| Los Angeles Galaxy             | 1/4 de finale      | 1/16 de finale c. Carolina Railhawks (NASL) [2-1]          |
| Portland Timbers               | Non inscrit        | 1/16 de finale c. Cal FC (USASA) [0-1]                     |
| Real Salt Lake                 | 1/4 de finale      | 1/16 de finale c. Minnesota Stars (NASL) [1-3]             |
| San José Earthquakes           | Non inscrit        | 1/14 de finale c. Seattle Sounders FC (MLS) [1-0]          |
| Seattle Sounders FC            | Champion           | Finaliste c. Sporting Kansas City (MLS) [1-1] (3-2 t.a.b.) |

| Équipes de la Conférence Est | Édition précédente | Édition 2012                                                             |
| ---------------------------- | ------------------ | ------------------------------------------------------------------------ |
| Chicago Fire                 | Finaliste          | 1/16 de finale c. Michigan Bucks (PDL) [3-2] (a.p.)                      |
| Columbus Crew                | 1/8 de finale      | 1/8 de finale c. Dayton Dutch Lions (USL Pro) [1-2]                      |
| D.C. United                  | Non inscrit        | 1/8 de finale c. Philadelphia Union (MLS) [1-2] (a.p.)                   |
| Houston Dynamo               | Non inscrit        | 1/16 de finale c. Scorpions de San Antonio (NASL) [1-0]                  |
| Sporting Kansas City         | 1/4 de finale      | Vainqueur                                                                |
| New England Revolution       | Non inscrit        | 1/16 de finale c. Harrisburg City Islanders (USL Pro) [3-3] (4-3 t.a.b.) |
| New York Red Bulls           | 1/4 de finale      | 1/8 de finale c. Harrisburg City Islanders (USL Pro) [3-1] (a.p.)        |
| Philadelphia Union           | Non inscrit        | Demi-finale c. Sporting Kansas City (MLS) [2-0]                          |